# 117 vietnamských mučedníků
117 vietnamských mučedníků je skupina vietnamských katolických věřících a zahraničních misionářů, zabitých v letech 1745–1862 během období protikatolického pronásledování ve Vietnamu. Katolická církev je uctívá jako svaté mučedníky.

## Kontext
První nepotvrzená zmínka o katolických misionářích ve Vietnamu pochází z roku 1533, ale rozsáhlejší misijní činnost začala teprve v 17. století se zřízením portugalských misí ve Faifo a s příchodem francouzského jezuity Alexandra de Rhodes. Aktivity misionářů se setkaly s nepřátelstvím ze strany vietnamských vládců, především kvůli křesťanskému zákazu polygamie, která zde byla rozšířená. Edikty nařizovaly misionářům opustit zemi a ti, kteří se jimi neřídili, byli trestáni, někteří i smrtí. Navzdory tomu zde misionáři nadále působili. Po období protikatolického pronásledování bylo v 19. století za vlády císaře Gia Longa křesťanství více tolerováno. K obratu v této politice došlo s nástupem vlády jeho syna Minh Mạnga. Nepřátelství vůči katolicismu poté pokračovalo až do 60. let 19. století, kdy Vietnam padl pod francouzskou kolonizaci, kdy v jeho posledních letech nabylo obzvláště drastických podob. Uznání katolického náboženství přišlo 5. června 1862 v důsledku podpisu francouzsko-španělsko-vietnamské mírové smlouvy.
Svatořečená skupina se skládá z 8 biskupů, 50 kněží a 59 laiků, kromě Vietnamců (96) je ve skupině zahrnuto 11 španělských dominikánů a 10 Francouzů ze Společenství zahraničních misií v Paříži. Většina (75) byla sťata, ostatní byli uškrceni, upáleni zaživa, rozčtvrceni nebo zemřeli na následky věznění a krutého zacházení.

## Seznam mučedníků

Umučení Josepha Marchanda

Zde je uveden seznam vietnamských mučedníků, kteří byli roku 1988 svatořečeni:

### Zahraniční misionáři

#### Dominikáni
- sv. Pedro Almató
- sv. Valentín de Berriochoa
- sv. Jacinto Casteñeda
- sv. Ignacio Delgado
- sv. Francesc Gil de Frederic
- sv. José Fernández
- sv. Domingo Henares
- sv. Jerónimo Hermosilla
- sv. Mateo Alonso de Leciniana
- sv. José María Díaz Sanjurjo
- sv. Melchor García Sampedro

#### Společenství zahraničních misií v Paříži

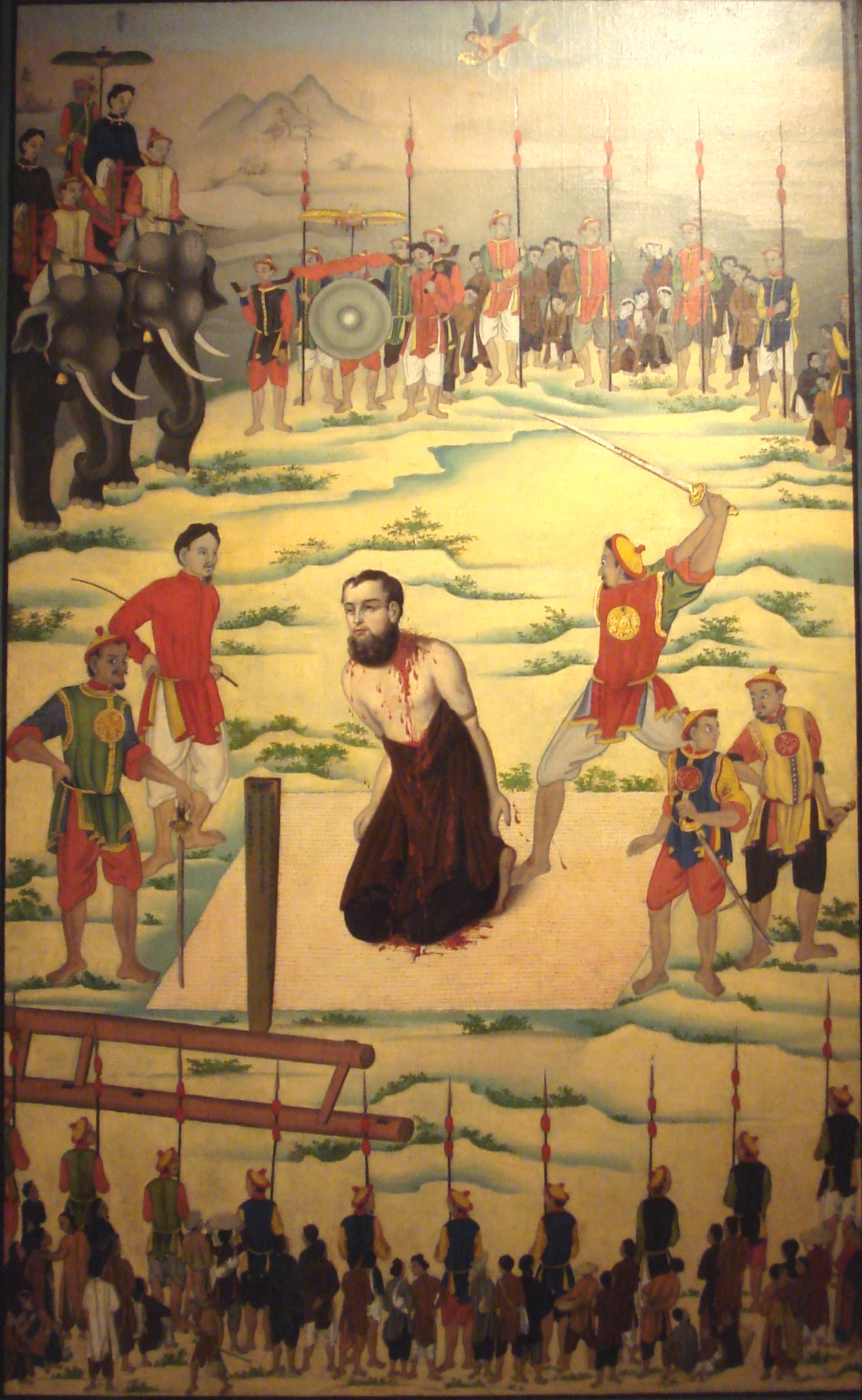
Umučení Pierra Dumoulin-Borieho

- sv. Jean-Louis Bonnard
- sv. Pierre Dumoulin-Borie
- sv. Jean-Charles Cornay
- Umučení Pierra Dumoulin-Boriehosv. Étienne-Théodore Cuenot
- sv. François-Isidore Gagelin
- sv. François Jaccard
- sv. Joseph Marchand
- sv. Pierre-François Néron
- sv. Augustin Schoeffler
- sv. Théophane Vénard

### Vietnamci

#### Kněží

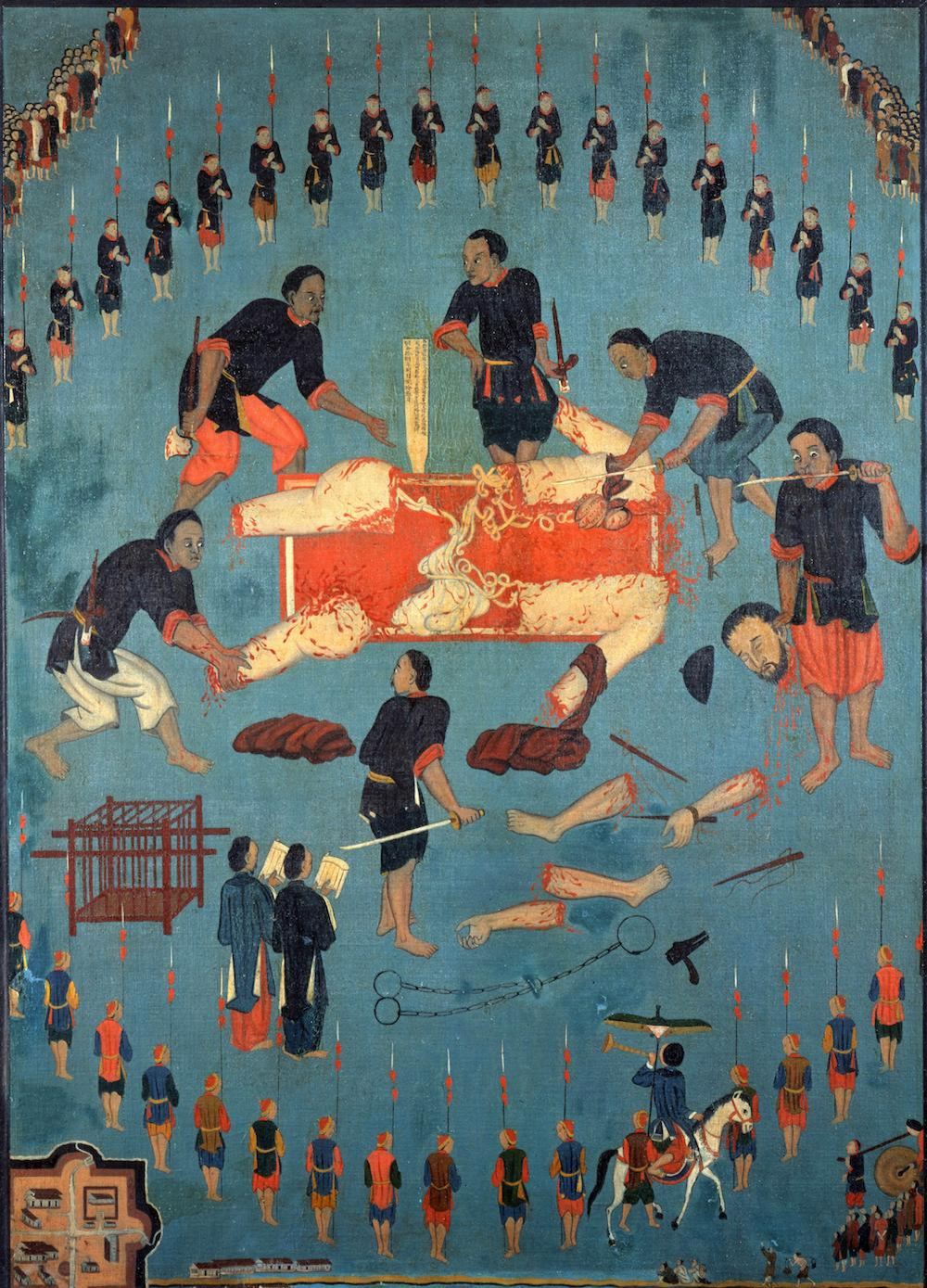
Umučení Jeana-Charlese Cornaye

- sv. Bernard Võ Văn Duệ
- sv. Dominik Cẩm
- sv. Emanuel Nguyễn Văn Triệu
- sv. Filip Phan Văn Minh
- sv. Jakub Đỗ Mai Năm
- sv. Jan Ðat
- sv. Jan Đoàn Trinh Hoan
- sv. Josef Đặng Đình Viên
- sv. Josef Nguyễn Đình Nghi
- sv. Lukáš Vũ Bá Loan
- sv. Martin Tạ Đức Thịnh
- sv. Ondřej Dũng-Lac
- sv. Pavel Lê Bảo Tịnh
- sv. Pavel Lê Văn Lộc
- sv. Pavel Nguyễn Ngân
- sv. Pavel Phạm Khắc Khoan
- sv. Petr Đoàn Công Quý
- sv. Petr Khan
- sv. Petr Lê Tuỳ
- sv. Petr Nguyễn Bá Tuần
- sv. Petr Nguyễn Văn Lựu
- sv. Petr Trương Văn Thi
- sv. Petr Vũ Đăng Khoa
- sv. Tomáš Khuông
- sv. Vavřinec Nguyễn Văn Hưởng
- sv. Vincent Nguyễn Thế Điểm

#### Dominikáni
- sv. Dominik Hà Trọng Mậu
- sv. Dominik Nguyễn Văn Hạnh
- sv. Dominik Nguyễn Văn Xuyên
- sv. Dominik Trạch
- sv. Dominik Vũ Đình Tước
- sv. Josef Đỗ Quang Hiển
- sv. Josef Tuân
- sv. Petr Nguyễn Văn Tự
- sv. Tomáš Đinh Viết Dụ
- sv. Vincenc Đỗ Yến
- sv. Vincent Lê Quang Liêm

#### Laici
Katecheti
- sv. Dominik Bùi Văn Úy
- sv. František Đỗ Văn Chiểu

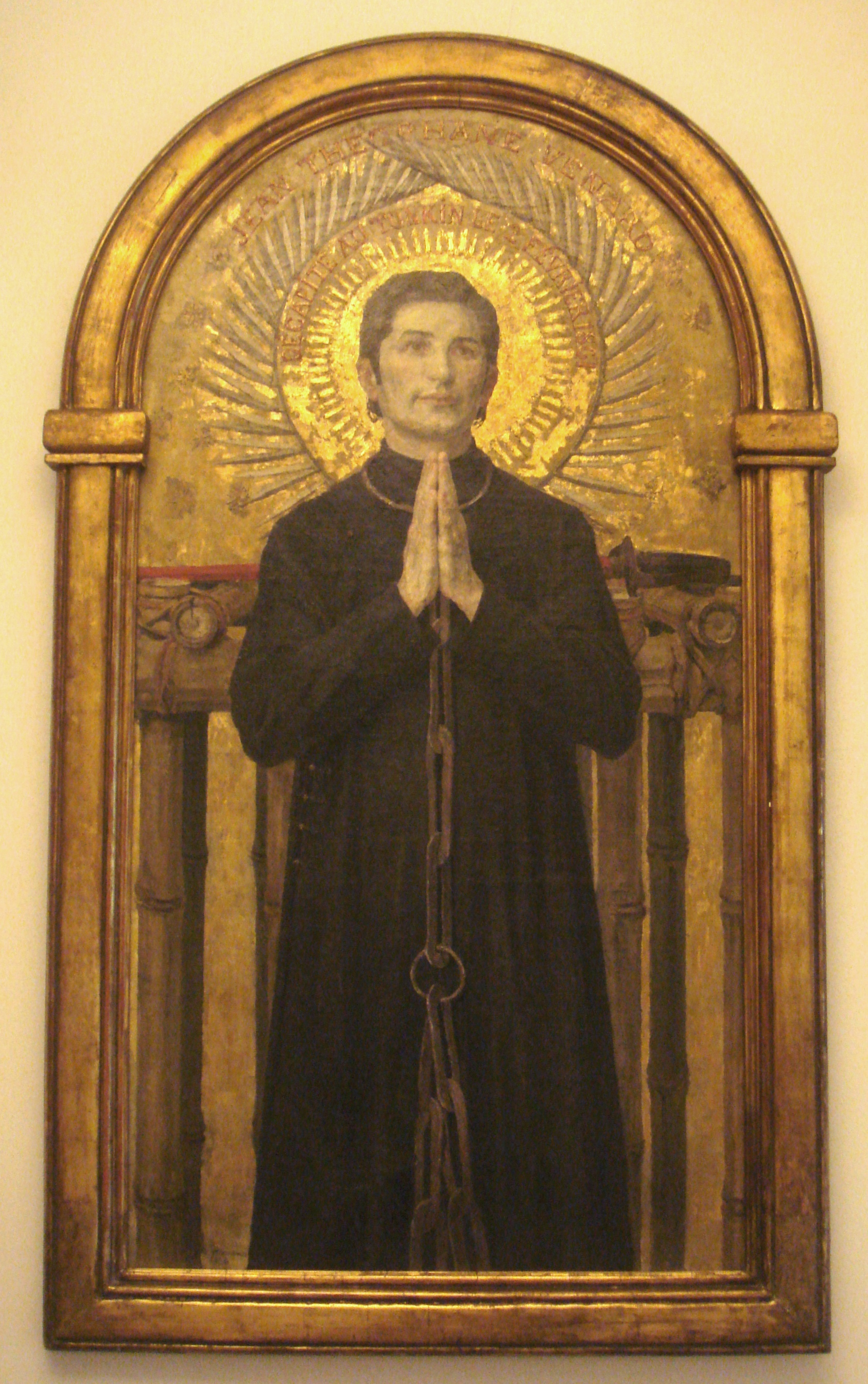
Obraz Jeana-Theophana Venarda

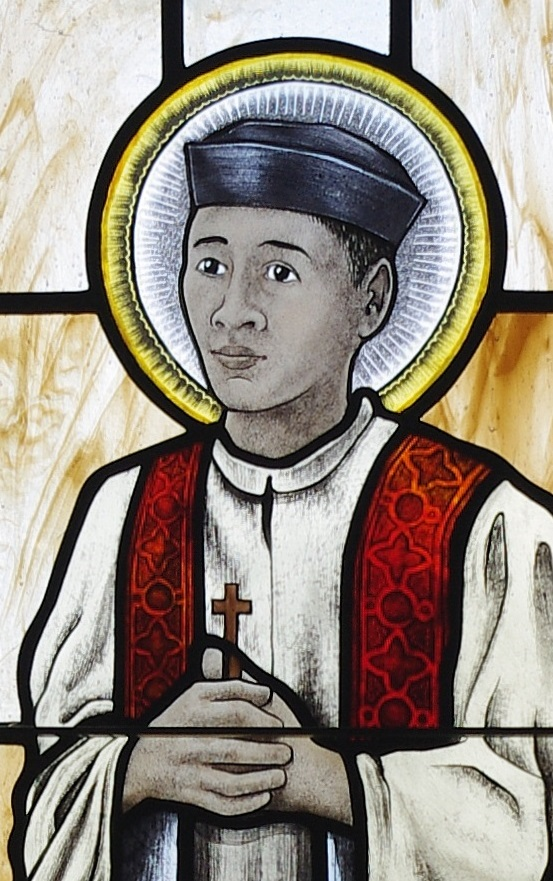
Vyobrazení Ondřeje Dung-Lace na vitrážovém okně kostela sv. Petra a Pavla ve Westerville v Ohiu

- sv. František Xaverský Hà Trọng Mậu

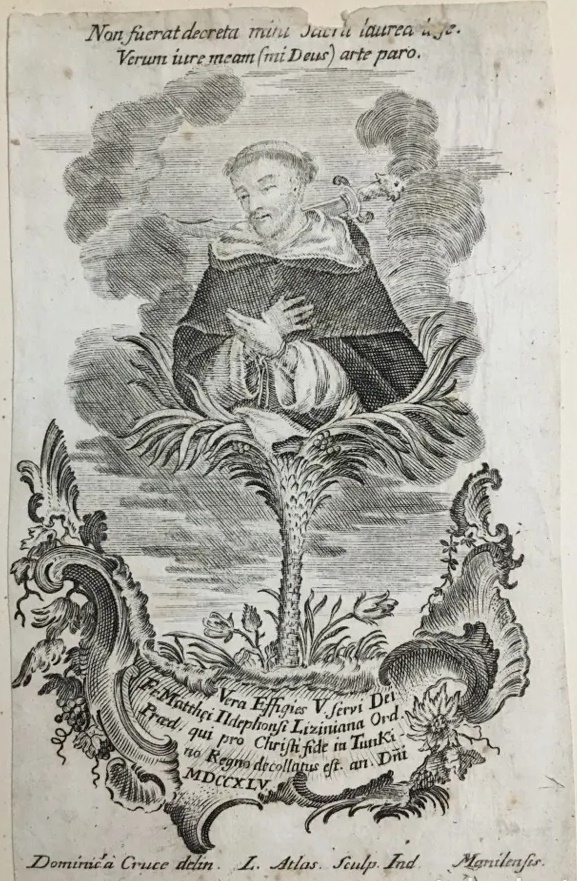
Rytina zobrazující Matea Alonsa de Leciniana

- sv. František Xaverský Nguyễn Cần
- sv. Jan Křtitel Đinh Văn Thanh
- sv. Josef Hoàng Lương Cảnh
- sv. Josef Nguyễn Đình Uyển
- sv. Josef Nguyễn Duy Khang
- sv. Josef Nguyễn Văn Lựu
- sv. Ondřej Nguyên Kim Thông
- sv. Ondřej Tường
- sv. Pavel Nguyễn Văn Mỹ
- sv. Petr Đa
- sv. Petr Đinh Văn Dũng
- sv. Petr Ðoàn Văn Vân
- Rytina zobrazující Matea Alonsa de Lecinianasv. Petr Nguyễn Khắc Tự
- sv. Petr Nguyễn Văn Hiếu
- sv. Petr Trương Văn Đường
- sv. Petr Vũ Văn Truật
- sv. Tomáš Toán

Ostatní laici
- sv. Anežka Lê Thị Thành
- sv. Antonín Nguyễn Đích
- sv. Antonín Nguyễn Hữu Quỳnh
- sv. Augustin Nguyễn Văn Mới
- sv. Augustin Phan Viết Huy
- sv. Dominik Đinh Đạt
- sv. Dominik Huyện
- sv. Dominik Nguyên
- sv. Dominik Nguyễn Đức Mạo
- sv. Dominik Nhi
- sv. Dominik Ninh
- sv. Dominik Phạm Trọng Khảm
- sv. Dominik Toại
- sv. Emanuel Lê Văn Phụng
- sv. František Trần Văn Trung
- sv. Jan Křtitel Cỏn
- sv. Josef Lê Đăng Thị
- sv. Josef Phạm Trọng Tả
- sv. Josef Trần Văn Tuấn
- sv. Josef Túc
- sv. Lukáš Phạm Trọng Thìn
- sv. Martin Thọ
- sv. Matouš Lê Văn Gẫm
- sv. Matěj Nguyễn Văn Ðắc
- sv. Michael Hồ Đình Hy
- sv. Michael Nguyễn Huy Mỹ
- sv. Mikuláš Bùi Đức Thể
- sv. Ondřej Trần Văn Trông
- sv. Pavel Hạnh
- sv. Pavel Tống Viết Bường
- sv. Pavel Vũ Văn Dương
- sv. Petr Đinh Văn Thuần
- sv. Štěpán Nguyễn Văn Vinh
- sv. Šimon Phan Đắc Hoà
- sv. Tomáš Nguyễn Văn Đệ
- sv. Tomáš Trần Văn Thiện
- sv. Vavřinec Ngôn
- sv. Vincent Dương
- sv. Vincent Tường[6][1]

## Úcta
Beatifikační procesy vietnamských mučedníků probíhaly v několika skupinách, které pak byly samostatně blahořečeny:
- 27. května 1900 papežem Lvem XIII. – 64 osob
- 20. května 1906 papežem sv. Piem X. – 8 osob
- 2. května 1909 papežem sv. Piem X. – 20 osob
- 29. dubna 1951 papežem Piem XII. – 25 osob[7]

Dne 18. dubna 1986 došlo ke sjednocení těchto procesů. 117 mučedníků pak bylo dne 19. června 1988 na Svatopetrském náměstí papežem sv. Janem Pavlem II. svatořečeno.
Jejich památka je připomínána 24. listopadu. Dne 14. prosince 1990 je papež sv. Jan Pavel II. v ten den vydaném apoštolském listu Si quidem cunctis prohlásil patrony Vietnamu.